# Renault Clio Grandtour Concept
O Clio Grandtour Concept é um protótipo apresentado pela Renault no Salão de Genebra de 2007.